# Vermentino nero
Vermentino nero ist eine sehr seltene Rotweinsorte, die ausschließlich in der italienischen Provinz Massa-Carrara (der nordwestlichen Küstenregion der Toskana) in geringen Mengen angebaut wird. Anfang der 1990er Jahre betrug die erhobene Rebfläche 164 Hektar.
Es besteht Uneinigkeit, ob Vermentino nero eine eigenständige Sorte ist oder nur eine Spielart der verbreiteten weißen Rebsorte Vermentino, welche im gleichen Anbaugebiet Eingang in den DOC-Weißwein Candia dei Colli Apuani findet.
Die Rebsorte wurde erstmals von den Ampelographen Nino Breviglieri und Enrico Casini beschrieben.

## Ampelographische Sortenmerkmale
In der Ampelographie wird der Habitus folgendermaßen beschrieben:
- Die Triebspitze ist offen. Sie ist weißwollig behaart und von rötlicher Farbe. Die grünlichen Jungblätter sind auf der Unterseite leicht wollig behaart.
- Die mittelgroßen Blätter sind fünflappig und mitteltief gebuchtet. Die Stielbucht ist U - förmig oder lyrenförmig offen. Das Blatt ist spitz gesägt. Die Zähne sind im Vergleich zu anderen Rebsorten mittelweit gesetzt.
- Die pyramidalförmige Traube ist groß, geschultert und mäßig dichtbeerig. Die rundlichen Beeren sind mittelgroß bis groß und von blau-schwarzer Farbe. Die saftigen Beeren haben einen neutralen Geschmack.

Die Rebsorte Vermentino nero reift ca. 25 Tage nach dem Gutedel und gilt daher im internationalen Vergleich als spät reifend.